# Pangasius nasutus
Pangasius nasutus е вид лъчеперка от семейство Pangasiidae. Видът не е застрашен от изчезване.

## Разпространение
Разпространен е в Индонезия (Калимантан), Малайзия (Западна Малайзия и Саравак) и Тайланд.

## Описание
На дължина достигат до 90 cm.